# Technische Nothilfe

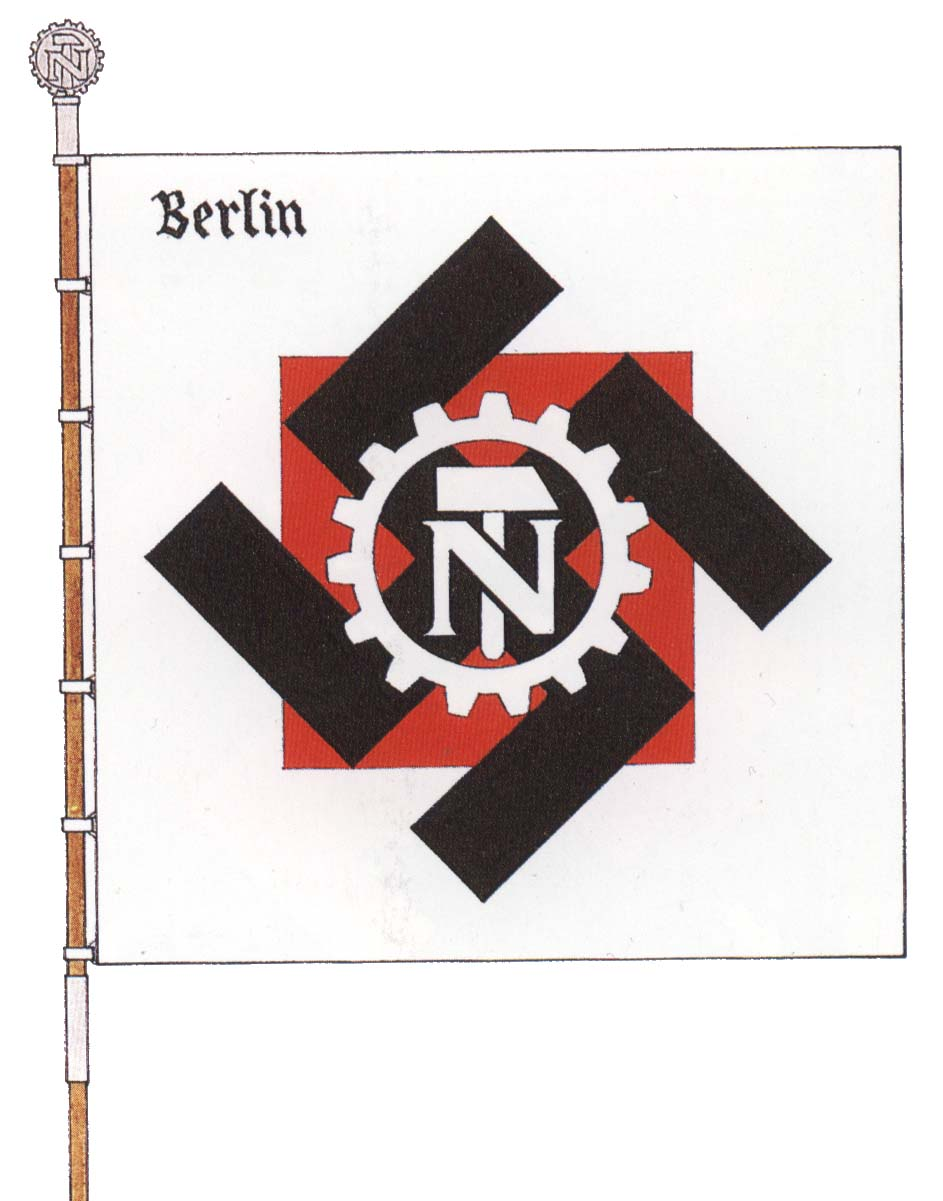
Fana för TN i Berlin.

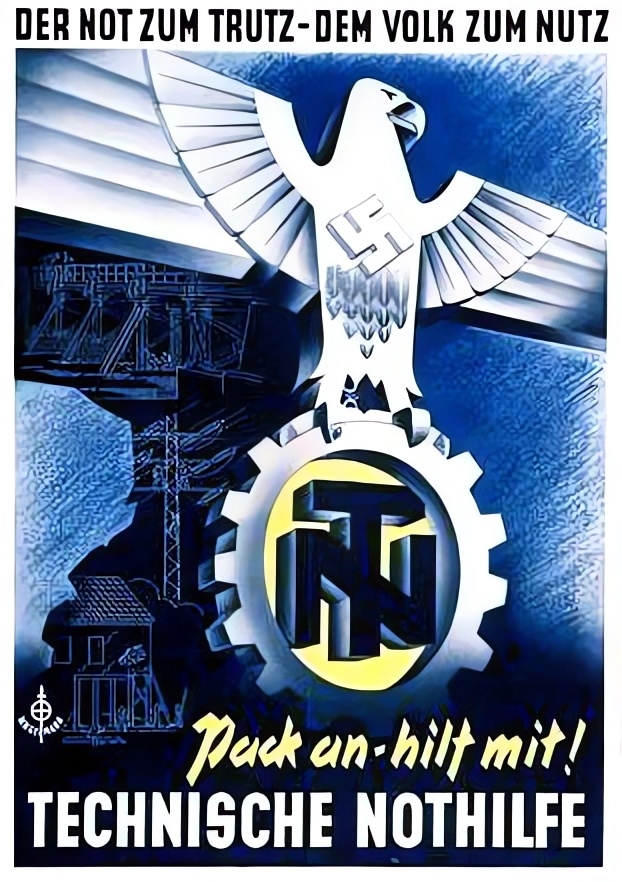
Värvningsaffisch för TN 1933.

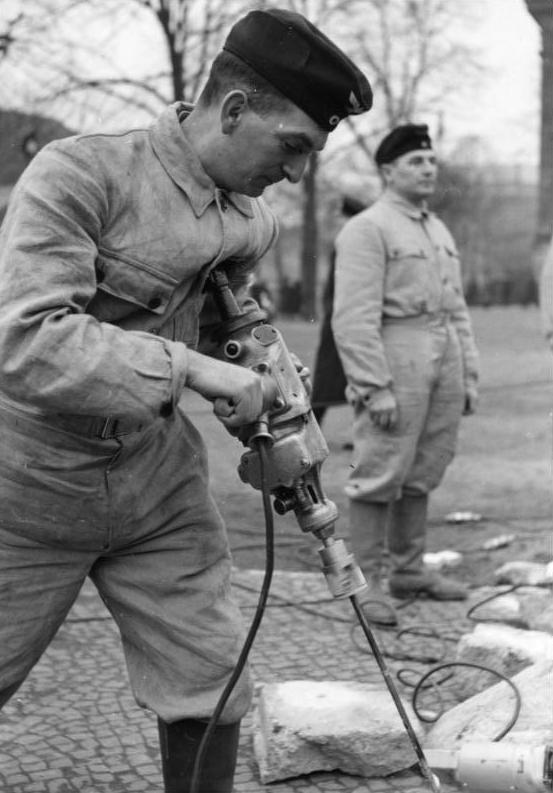
Förevisning av TeNo:s materiel på "Polisens Dag", Berlin 1939.

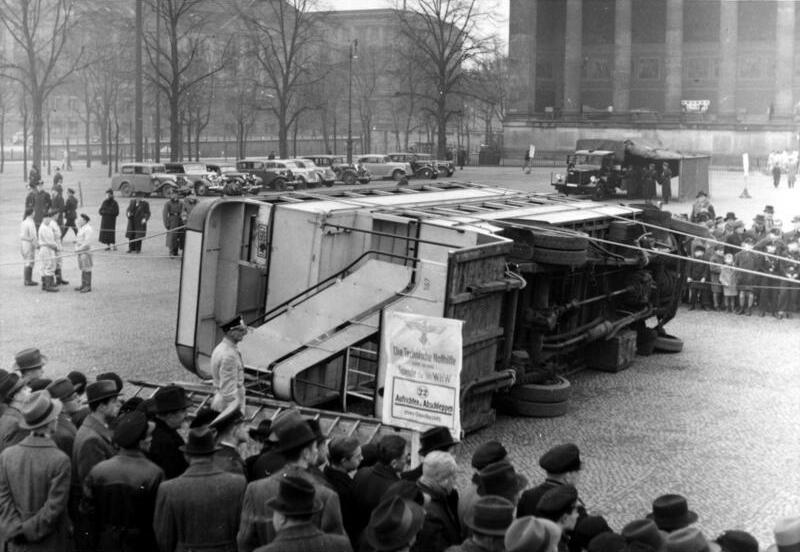
Förevisning av TeNo:s materiel på "Polisens Dag", Berlin 1939.

Technische Nothilfe (TN eller TeNo), var en frivillig teknisk beredskapsorganisation i Tyskland, grundad omedelbart efter första världskriget. TN hade 1943 100 000 man i sin tjänst och hade sitt huvudsakliga verksamhetsområde inom civilförsvaret.
TN bildades 1919 under Weimarrepubliken på initiativ av den tidigare ingenjörsofficeren Otto Lummitzsch, som också blev dess förste chef. Efter nazisternas maktövertagande 1933 fick Lummitzsch avgå, då hans hustru var av judisk börd. Ny chef blev Hans Weinreich till 1943. Segrarmakterna upplöste TeNo 1945. Efter kriget ombads Otto Lummitzsch att skapa en ny teknisk beredskapsorganisation, Technisches Hilfswerk (THW), vilken bildades 1950.

## Historia

### Frikår
TN grundades som en teknisk frikår 1919 för att upprätthålla vitala tekniska samhällsfunktioner under de delvis inbördeskrigsliknande förhållanden som rådde i Tyskland 1919-1923 med sabotage och ständigt förekommande politiskt motiverade vilda strejker. TeNo hade sitt ursprung i veteraner från första världskrigets ingenjörstrupper. Det omorganiserades dock snart till en civil beredskapsorganisation. Dess medlemmar tillhörde vanligen den konservativa medelklassen; ett stort antal teknologie studeranden ingick också. Under Weimarrepubliken betraktades TN som en fientlig strejkbrytarorganisation av den radikala arbetarrörelsen, framförallt kommunistpartiet.

### Katastrofhjälp
När de ekonomiska förhållanden förbättrades från omkring 1925 och strejker blev mindre ofta förekommande och mindre aggressiva, tog TN på sig en roll inom katastrofhjälpsområdet och ingrep med tekniskt bistånd vid översvämningar, större bränder, större industriolyckor samt vid trafikolyckor på landsbygden. En mobil beredskapstjänst inrättades för att nedbringa insatstiden. I slutet av 1920-talet engagerades TN i den hemliga uppbyggnaden av en tysk civilförsvarsorganisation. Från 1931 deltog TN även med instruktörer till den frivilliga arbetstjänst, som sedan blev Reichsarbeitsdienst.

### Anpassning
Efter det nazistiska maktövertagandet 1933 förde TN:s ledning en "dubbelstrategi"; dels demonstrerade organisationen sin totala anpassning till den nya regimen, dels försökte man övertyga de nya makthavarna om organisationens oersättlighet, så att den inte - liksom andra nationella eller konservativa organisationer - införlivades med eller omvandlades till en ren partiorganisation. Denna strategi var framgångsrik och vid TN:s 15-årsdag garanterade Adolf Hitler personligen organisationens fortlevnad som självständigt organ.

### Tekniskt civilförsvar
Vid uppbyggnaden av det tyska civilförsvaret tilldelades TN 1937 ansvaret för det tekniska civilförsvaret (dvs. för luftskyddets reparationstjänst). Samtidigt inriktade sig Heinrich Himmler på att omvandla TN från en ideell förening till en teknisk hjälppolistrupp som underställdes Ordnungspolizei Denna utveckling var slutförd 1939 och manifesterades genom TN-lagen (Gesetzes über die Technische Nothilfe) samma år. Från 1943 bar också TN-personal som tjänstgjorde i de ockuperade områdena grön polisuniform och betecknades som TeNo-Polizei.

### Tekniska styrkor
Tekniska operationsstyrkor (TN-Einsatzgruppen - ej att förväxla med Himmlers mordkommandon med samma namn) deltog i ockupationen av Saar, Österrike, Sudetenland, Polen Frankrike, Belgien, Nederländerna, Luxemburg, Norge och Baltikum. Deras uppgift var att säkra vitala industriföretag, förhindra eller åtgärda sabotage och reparera väsentliga infrastrukturella och kommunaltekniska funktioner (broar, kraftverk, vattenverk) som förstörts genom krigshandlingar.

### Tekniska trupper
Tekniska reparationsförband - TN-Kommandos - underställdes redan vid krigsutbrottet Luftwaffe. Från 1941 underställdes även sådana förband armén och utgjorde grunden till den tyska arméns tekniska trupper. Dessa stod under befäl av TN:s ställföreträdande chef, Eric Hampe, som övergick från TN till armén, först som överstelöjtnant, slutligen som generalmajor. Styrkor från TN deltog vid krossandet av Warszawaupproret 1944 och vid sprängningen av Edelweisspiraternas källare i Köln 1944/45.

## Organisation
Den centrala ledningen av TN utövades av Reichsamt Technische Nothilfe (RATN), vilket var en avdelning inom Hauptamt Ordnungspolizei. 
Under RATN lydde Landesgruppen, Bezirksgruppen och 1500 Ortsgruppen.

### Landesgruppen 1941
- Ostpreußen - Königsberg
- Nord - Stettin
- Mark Brandenburg - Berlin
- Berlin - Berlin
- Oberelbe - Dresden
- Südwest - Stuttgart
- Westfalen-Niederrhein - Köln
- Bayern-Süd - München
- Schlesien - Breslau
- Hessen-Thüringen - Kassel
- Nordwest - Hamburg
- Mitte - Hannover
- Westmark - Frankfurt a.M.
- Nordbayern-Egerland - Nürnberg
- Ostmark-Nord - Wien
- Ostmark-Süd - Salzburg

### Ockuperade områden
Inhemska sidoorganisationer, som rekryterades med samarbetsmän (quislingar) bildades i Nederländerna och Norge.
- Technische Noodhulp i Nederländerna var underställd TeNo-Einsatzabteilung Niederlande i Haag, som sorterade under RATN i Berlin.[2][3]
- Teknisk Nødhjelp i Norge[4]

## Personal
TN:s personal bestod av frivilliga medlemmar som deltog i den tekniska beredskapen vid sidan om sina ordinarie arbeten. Dessutom fanns en avlönad kader av tjänstemän. Vid krigsutbrottet mobiliserades de värnpliktiga yngre medlemmarna och fick tjänstgöra som hjälptrupper i särskilda TN-kommandon. 1941 överfördes den värnpliktiga personalen till Wehrmacht där de bildade stommen i de nya tekniska trupperna. TN:s krigstida uppgifter i hemorten fick därför lösas av överåriga och fälttjänstoduglig personal. Genom inkallelserna till Wehrmacht hade TN:s medlemsantal minskat betydligt. De mobiliserade medlemmarna ersattes därför med inkallade tjänstepliktiga personer. Tekniskt utbildad arbetskraft som yrkesarbetare, verkmästare och ingenjörer var genom sin anställning i den krigsviktiga industrin frikallade. Då även andra civilförsvarskrafter, framförallt brandförsvaret, behövde personalersättning blev den tillgängliga personalreserven hårt belastad och det tekniska civilförsvaret kom i stor utsträckning att vara underbemannad och med alltför många överåriga och okvalificerade personer i sina led.

### Grader
| 1936-1943                        | 1943-1945                                                          | Motsvarande grader i Nazitysklands armé |
| -------------------------------- | ------------------------------------------------------------------ | --------------------------------------- |
| TN-Anwärter                      | Anwärter der TeNo                                                  | Schütze                                 |
| TN-Mann                          | -                                                                  | Oberschütze                             |
| TN-Vormann                       | Unterwachtmeister der TeNo                                         | Gefreiter                               |
| TN-Obervormann                   | Rottwachtmeister der TeNo                                          | Obergefreiter                           |
| TN-Scharführer                   | Wachtmeister der TeNo                                              | Unteroffizier                           |
| -                                | Oberwachtmeister der TeNo                                          | Unterfeldwebel                          |
| TN-Oberscharführer               | Zugwachtmeister der TeNo                                           | Feldwebel                               |
| TN-Hauptscharführer              | Hauptwachtmeister der TeNo                                         | Oberfeldwebel                           |
| TN-Stabsscharführer              | Meister der TeNo                                                   | Stabsfeldwebel                          |
| TN-Kameradschaftsführer          | Zugführer der TeNo                                                 | Leutnant                                |
| TN-Gemeinschaftsführer           | Oberzugführer der TeNo                                             | Oberleutnant                            |
| TN-Gefolgschaftsführer           | Bereitschaftsführer der TeNo                                       | Hauptmann                               |
| TN-Bereitschaftsführer           | Abteilungsführer der TeNo                                          | Major                                   |
| TN-Hauptbereitschaftsführer      | Oberabteilungsführer der TeNo                                      | Oberstleutnant                          |
| TN-Bezirksführer TN-Landesführer | Landesführer der TeNo                                              | Oberst                                  |
| Stellvertretender chef der TN    | -                                                                  | Generalmajor                            |
| Chef der TN                      | (Chef der TeNo = SS-Gruppenführer und Generalleutnant der Polizei) | Generalleutnant                         |

### Löner
Genom en förordning 1942 inplacerades den tjänstepliktiga personalen i TeNo i insatslöneordningen för polisreserven och inplacerades i följande lönegrader. Vid TeNo anställda tjänstemän berördes inte av denna reglering, även om de tjänstgjorde i befattningar vid polisen.
| Lönegrad | Årslön Reichsmark (RM) (grundlön utan tillägg) | Grad                        |
| -------- | ---------------------------------------------- | --------------------------- |
| A8c4     | 1920                                           | Wachtmeister der TN         |
| A8c3     | 2040                                           | Oberwachtmeister der TN     |
| A8c2     | 2160-2340                                      | Zugwachtmeister der TN      |
| A8a      | 2100-2800                                      | Hauptwachtmeister der TN    |
| A7a      | 2350-3500                                      | Meister der TN              |
| A4e      | 2800-4600                                      | Zugführer der TN            |
| A4c2     | 2800-5000                                      | Oberzugführer der TN        |
| A3b      | 4800-7000                                      | Bereitschaftsführer der TN  |
| A2c2     | 4800-8400                                      | Abteilungsführer der TN     |
| A2b      | 7 000-9700                                     | Oberabteilungsführer der TN |

Medellönen för en industriarbetare var 1939 1459 RM per år.
Medellönen för en privatanställd tjänsteman var 1939 2772 RM per år.